# Cyklokaria okrągłoowockowa
Cyklokaria okrągłoowockowa (Cyclocarya paliurus (Batalin) Iljinsk.) – gatunek roślin z rodziny orzechowatych (Juglandaceae). Należy do monotypowego rodzaju cyklokaria Cyclocarya. Występuje w południowych i wschodnich Chinach kontynentalnych, poza tym na Tajwanie i Hajnanie. Jest to drzewo występujące w wilgotnych lasach na obszarach górskich od 400 do 2500 m n.p.m. Ślady kopalne wskazują na jego dawniej znacznie większe rozpowszechnienie na półkuli północnej. Współcześnie poza Chinami spotykany w kolekcjach botanicznych.

## Morfologia

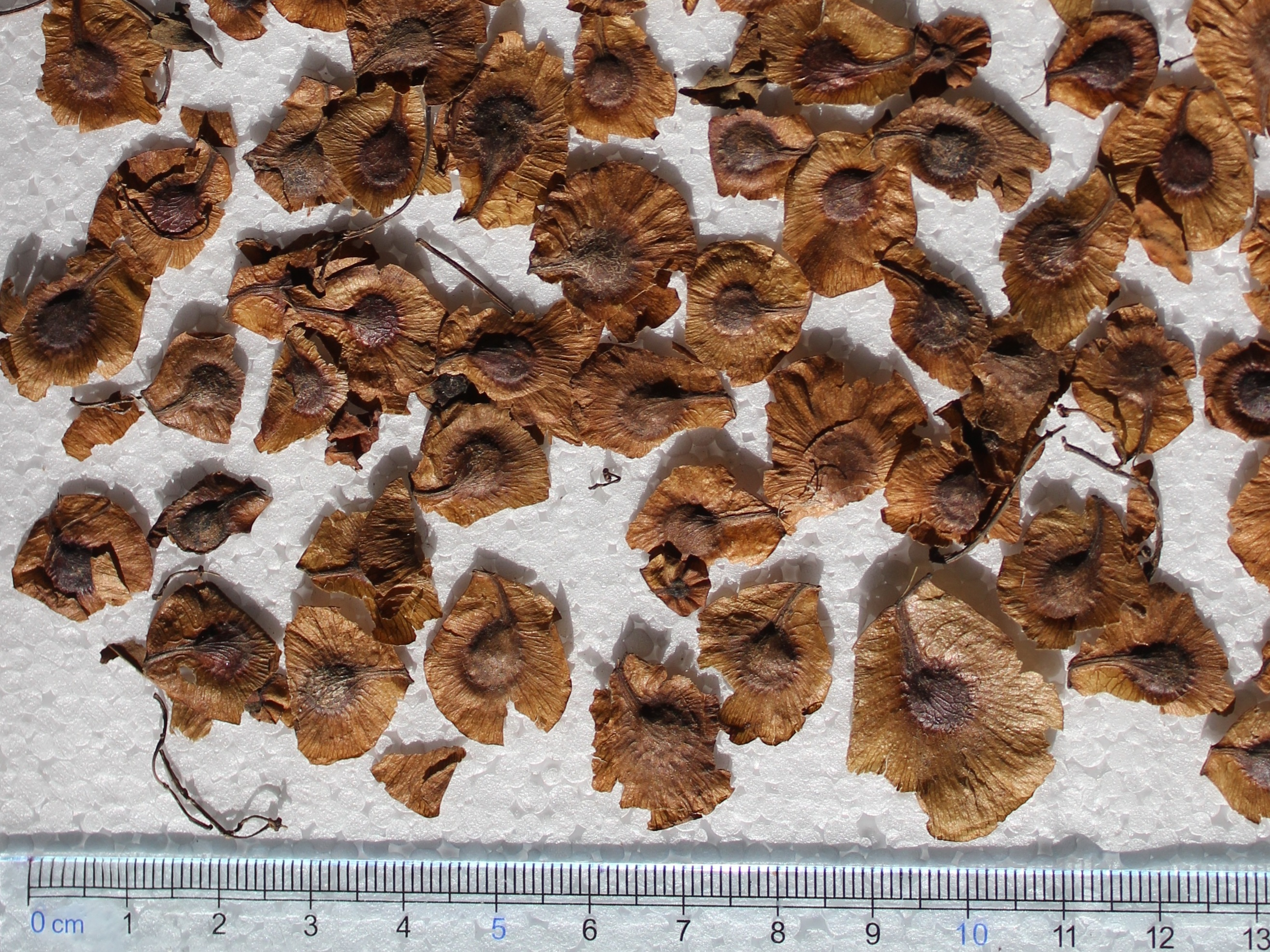
Owoce

PokrójDrzewa osiągające 30 m wysokości. Pędy nagie.
LiścieLiście długości 15–25 cm, nieparzystopierzasto złożone z zazwyczaj 7–9 listków o piłkowanych brzegach.
KwiatyDrobne, wiatropylne i rozdzielnopłciowe (drzewa są jednopienne), zebrane w osobne, męskie i żeńskie zwisające kłosy. Kwiaty wyrastają wsparte niepodzieloną przysadką i dwoma podkwiatkami, mają zredukowany okwiat składający się z dwóch działek i 20–31 pręcików o owłosionych pylnikach. Kwiaty żeńskie mają cztery działki, otoczone są całobrzegą przysadką i dwoma podkwiatkami. Zalążnia z krótką szyjką zwieńczoną dwudzielnym i piórkowatym znamieniem.
OwoceOrzeszki kulistawe i spłaszczone o średnicy ok. 7 mm otoczone są dookoła skrzydełkiem osiągającym 2,5 do 6 cm średnicy. Oś kłosa w czasie owocowania wydłuża się do 25–30 cm.

## Systematyka
Pozycja systematyczna
Rodzaj z rodziny orzechowate z rzędu bukowców. W obrębie rodziny należy do podrodziny Juglandoideae. Gatunek z monotypowego rodzaju cyklocaria Cyclocarya Iljinsk., Trudy Bot. Inst. Akad. Nauk S.S.S.R., Ser. 1, Fl. Sist. Vyssh. Rast. 10: 115 (1953). Dawniej takson tradycyjnie włączany był do rodzaju skrzydłorzech Pterocarya w odrębnej sekcji Cycloptera Franchet. Podnoszony jest do rangi odrębnego rodzaju ze względu na wyraźną odrębność morfologiczną (kłosy męskie w skupieniach a nie pojedynczo, inna budowa pyłku i znamion, zrośnięcie przysadki z podkwiatkami oraz dyskowate skrzydełko otaczające owoc, a nie dwa skrzydełka) oraz długą historię kopalną.